# Sandra Martinelli
Sandra Martinelli é uma artista plástica brasileira conhecida por suas obras com pinturas, esculturas, desenhos, animação, música, se destacando suas obras com arame, formando flores, animais, retratos, poemas e letras de músicas.

## Trabalhos
Entre suas principais obras, se destacaram na mídia:
- Exposição Entradas e Saídas de 2011[2]
- Borracharia Chique de 2013[3]
- Projeto Artemisa de 2019[4]

Sandra Martinelli teve ainda seus quadros expostos no programa Encontro com Fátima Bernardes da Rede Globo.